# Crônicas georgianas
Crônicas georgianas é um nome convencional para o principal compêndio de textos históricos georgianos medievais, nativamente conhecidos como Kartlis Tskhovreba (Kartlis Cxovreba, em georgiano: ქართლის ცხოვრება), literalmente "Vida de Ibéria", sendo Ibéria uma região central da Geórgia antiga e medieval, conhecida pelos autores clássicos e bizantinos como Ibéria. As crônicas são também conhecidas como Anais Reais Georgianos, por elas serem essencialmente o corpo oficial da história do Reino da Geórgia.

## Crônicas
As crônicas consistem em uma série de textos distintos datados do século IX ao século XIV. A datação deste trabalhos, bem como a identificação de seus autores (ou seja, Leôncio de Ruissi e Juanxeriani) tem sido assunto de debates acadêmicos. Embora muitos estudiosos na Geórgia ainda propõem uma datação no século XI para a primeira redação do corpo, um número crescente de especialistas modernos aceitou a hipótese do professor Cyril Toumanoff de que os primeiros textos da Kartlis Tskhovreba foram compostos ca. 800. Os últimos foram adicionados no século XIV. Uma versão "canonizada" foi editada por uma comissão especial nomeada e presidida pelo rei Vactangue VI de Cártlia no começo do século XVIII.
Durante o século XI, os primeiros três trabalhos - a "História dos Reis e Patriarcas dos georgianos", a "História de Vactangue Gorgasali", e o "Martírio de São Archil" - já fez um primeiro corpo que cobriu a história georgiana destes os primeiros tempos através do reinado de Vactangue I da Ibéria (r. 452–502/522) até a morte de Archil (786), um descendente de Vactangue. Em meados do século XII, dois textos foram adicionados: a "Crônica de Ibéria" - que registra a história georgiana do final do século VIII até o reinado do primeiro rei de todos os georgianos Pancrácio III (r. 1008–1014) para os primeiros anos do reinado de Jorge II (r. 1072–1089) - e a "História do Rei dos Reis Davi" - que continua a história e foca no reinado de Davi IV (r. 1089–1125).

## Manuscritos
Os manuscritos georgianos existentes da Kartlis Tskhovreba são relativamente tardios, com o mais antigo, então chamado "Anaseuli" ou códice da "Rainha Ana", datado do período de 1479-1495. Outra variante importante, "Mariamiseuli" ou códice da "Rainha Mariã", foi copiado nos anos 1633-1645/1646. Contudo, os manuscritos georgianos sobreviventes são predados pela resumida adaptação armênia conhecida como "A História dos georgianos" (Patmut'iwn Vrats'), provavelmente feita no século XII, com seu primeiro manuscrito sobrevivente sendo copiado no período de 1279-1311.

## Autenticidade
Alguns estudiosos modernos, tais como Ivane Javakhishvili, questionaram a autenticidade dos componentes mais antigos das crônicas georgianas e pediram extremo cuidado quando trabalhado com eles. De fato, eventos históricos estritos são frequentemente misturados com os míticos, fazendo às vezes difícil discernir mitologia e historiografia. Contudo, análises críticas em contraste com outra fontes, incluindo autores clássicos, e uma série de recentes estudos arqueológicos demonstrou a confiabilidade de muitos dos registros das crônicas. Estes textos relacionam evidências não só para a história da Geórgia, mas também Armênia e o Cáucaso no geral, Irã, Síria, Anatólia, o Império Romano, os cazares e os turcos.

## Componentes
| Nome em português                             | Nome em georgiano                                              | Transliteração                                                   | Data            | Autor                   | Período citado                 |
| --------------------------------------------- | -------------------------------------------------------------- | ---------------------------------------------------------------- | --------------- | ----------------------- | ------------------------------ |
| História dos Reis e Patriarcas dos georgianos | ცხოვრება ქართუელთა მეფეთა და პირველთაგანთა მამათა და ნათესავთა | tskhovreba kartuelta mepeta da pirveltaganta mamata da natesavta | século XI       | Leôncio de Ruissi (?)   | século IV a.C. – século V d.C. |
| História do rei Vactangue Gorgasali           | ცხოვრება და მოქალაქეობა ვახტანგ გორგასლისა                     | tskhovreba da mokalakeoba vakhtang gorgaslisa                    | século XI       | Juanxeriani             | século V-século VIII           |
| Martírio de São Archil                        | წამება წმიდისა და დიდებულისა არჩილისი                          | tsameba tsmidisa da didebulisa archilisi                         | século IX ou XI | Juanxeriani ou Leôncio  | 736–786                        |
| Crônica da Ibéria                             | მატიანე ქართლისა                                               | matiane kartlisa                                                 | século XI       | Anônimo                 | 786–1072                       |
| História do rei dos reis Davi                 | ცხოვრება მეფეთ მეფისა დავითისი                                 | tskhovreba mepet mepisa davitisi                                 | século XII      | Anônimo                 | 1072–1125                      |
| História dos Bagrátidas                       | ცხოვრება და უწყება ბაგრატონიანთა                               | tskhovreba da utsqeba bagratonianta                              | século XI       | Simbácio, filho de Davi | VI–1031                        |
| História e Elogios dos Soberanos              | ისტორიანი და აზმანი შარავანდედთანი                             | istoriani da azmani sharavandedtani                              | século XIII     | Anônimo                 | 1156-1212                      |
| História dos cinco reinados                   | ლაშა-გიორგის დროინდელი მატიანე                                 | lasha-giorgis droindeli matiane                                  | 1223            | Historiador de Jorge IV | 1125-1223                      |
| História da Rainha das Rainhas Tamar          | ცხოვრება მეფეთ მეფისა თამარისი                                 | tskhovreba mepet mepisa tamarisi                                 | século XIII     | Anônimo                 | 1184–1210/1213                 |
| Crônica duma centena de anos                  | ასწლოვანი მატიანე                                              | astslovani matiane                                               | século XIV      | Anônimo                 | 1212-1318                      |